# Arquero a camello
Los arqueros a camello son tiradores armados con un arco y montados a camello. Se les suele considerar como adeptos al tiro con arco al estilo árabe. Obtuvieron gran popularidad en las Cruzadas, y eran empleados en Arabia, Asia y Eurasia.  Se cree que Saladino utilizaba camellos como sustituto de otras formas de transporte.
Los camellos son más altos que los caballos, y son más resistentes en guerras en el desierto. Sin embargo, los camellos eran utilizados a menudo como medio de transporte, y no como una plataforma apta para el disparo. Un testimonio muestra cómo un arquero árabe baja de su camello, y vacía su carcaj en el suelo antes de arrodillarse para disparar.
Además, Darío III que gobernó desde el 336 a. C. hasta 330 a. C. era conocido por contrarrestar los ataques de Alejandro Magno con guerreros montados a camello. A pesar de sus ventajas, muchas regiones del mundo que tienen acceso a los camellos preferían utilizar el arquero a caballo, más rápido y más fuerte en general.